# Caldas de Luna
Caldas de Luna es una localidad española, perteneciente al municipio leonés de Sena de Luna, en la comunidad autónoma de Castilla y León. Se encuentra en la comarca de Luna.

## Ubicación
Situado sobre el arroyo de Caldas, afluente del río Luna, en la cordillera Cantábrica, sobre la frontera de León con Asturias.
El arroyo de Caldas o río Cacabillos cruza el pueblo desembocando en el pantano de Luna, a 400 m en dirección sur. Cuando en verano baja el nivel, el abrazo entre río y pantano ocurre dos o tres kilómetros más abajo, donde pueden verse las ruinas de los antiguos pueblos de Oblanca, San Pedro, Casasola, Cosera y Miñera. Es muy difícil que afloren las ruinas de las Ventas de Mallo o de la Canela.
Antiguamente estaba perdido entre montañas. Hoy pasa la autopista AP-66, a escasos metros del centro. Atravesando el túnel del Negrón, de 4 km de longitud, se accede al valle de Pajares; pasado otro túnel más pequeño se sale al valle del Huerna, desde donde ya se divisa el mar. 
Los terrenos de Caldas de Luna limitan con el pico Cervunal (2081 m) al norte, Cubillas de Arbas y Casares de Arbas al este, Aralla de Luna al sur, y La Vega de Robledo y Robledo de Caldas al oeste.

## Balneario
El centro emblemático de este pueblo es su balneario. Sus aguas termales son visitadas y tomadas desde muy antiguo. 
- Datos: Q5739837
- Multimedia: Caldas de Luna / Q5739837